# Apicia claridiscata
Apicia claridiscata är en fjärilsart som beskrevs av Walker 1863. Apicia claridiscata ingår i släktet Apicia och familjen mätare. Inga underarter finns listade i Catalogue of Life.